# Arab
Pour les articles homonymes, voir Arab (homonymie).
La ville d’Arab (en anglais [ˈeɪ.ræəb]) est située dans les comtés de Cullman et Marshall, dans l’État de l’Alabama, aux États-Unis. Sa population, qui s’élevait à 8 050 habitants lors du recensement de 2010, est estimée à 8 321 habitants en 2018.

## Histoire
Arab a été incorporée en tant que city en 1892.
Le toponyme est dû à une erreur du service postal, en 1882, qui a choisi le prénom d’Arad Thompson, fils du fondateur et premier maître de poste, Stephen Tuttle Thompson. Les autres noms envisagés étaient Ink et Bird.

## Démographie
| 1920 | 1930 | 1940 | 1950 | 1960  | 1970  |
| ---- | ---- | ---- | ---- | ----- | ----- |
| 264  | 425  | 640  | 159  | 2 989 | 4 399 |

| 1980  | 1990  | 2000  | 2010  | - | - |
| ----- | ----- | ----- | ----- | - | - |
| 6 053 | 6 321 | 7 288 | 8 050 | - | - |

| Groupe      | Arab  | Alabama | États-Unis |
| ----------- | ----- | ------- | ---------- |
| Blancs      | 96,6  | 68,5    | 72,4       |
| Métis       | 1,1   | 1,5     | 2,9        |
| Autres      | 1,0   | 27,8    | 19,0       |
| Asiatiques  | 0,7   | 1,1     | 4,8        |
| Amérindiens | 0,6   | 0,6     | 0,9        |
| Total       | 100,0 | 100,0   | 100,0      |
|             |       |         |            |
| Hispaniques | 1,7   | 3,9     | 16,7       |

Selon l’American Community Survey, pour la période 2011-2015, 96,80 % de la population âgée de plus de 5 ans déclare parler l'anglais à la maison, 1,79 % déclare parler l'espagnol et 1,40 % une autre langue.
| Indicateur                             | Arab     | États-Unis |
| -------------------------------------- | -------- | ---------- |
| Personnes de moins de 5 ans            | 5,5 %    | 6,1 %      |
| Personnes de moins de 18 ans           | 22,4 %   | 22,6 %     |
| Personnes de plus de 65 ans            | 18,6 %   | 15,6 %     |
| Femmes                                 | 52,7 %   | 50,8 %     |
| Personnes par foyer                    | 2,58     | 2,64       |
| Vétérans                               | 7,8 %    | 8,0 %      |
| Personnes nées étrangères à l'étranger | 2,5 %    | 13,2 %     |
| Personnes sans assurance maladie       | 12,6 %   | 10,2 %     |
| Personnes avec un handicap             | 10,6 %   | 8,6 %      |
| Revenus annuels                        | 23 932 $ | 29 829 $   |
| Personnes sous le seuil de pauvreté    | 17,2 %   | 12,3 %     |
| Diplômés du lycée                      | 82,7 %   | 87,0 %     |
| Diplômés de l'université               | 24,1 %   | 30,3 %     |